# Sóror Maria do Céu
Sóror (Sor en castellano) Maria do Céu (Lisboa, 1658- 1753), hispanizado Sor María del Cielo; fue una escritora, poetisa y dramaturga portuguesa, de la época barroca. Nació en Lisboa, en la época en la que la ciudad era la capital de un vasto imperio, y se entregó a la clausura cuando ingresó en el Convento de la Esperanza en el año de 1676, donde más tarde se convirtió en abadesa y maestra de novicias.
Muy culta e inteligente, Sóror Maria era de las pocas mujeres que en aquella época tenían acceso a un vasto conocimiento. Desde joven escribió diversos poemas y desde que entró en el convento su vena poética creció, y más tarde, se le consideró una de las mejores poetisas de la época. Su escritura se destacó por la riqueza de imágenes y musicalidad y aspiraciones teatrales. Escribió también algunos autos y comedias de carácter religioso, que fueron adaptados posteriormente para teatro. Bajo el pseudónimo de Marina Clemencia, firmó varias obras. Se la considera uno de los poetas barrocos que mejor cantó la brevedad de la vida. Destacan en su producción: A Preciosa, Alegoria Moral; Enganos do Bosque, Desenganos do Rio, em que a Alma Entra Perdida e Sai Desenganada e Aves Ilustradas em Avisos para as Religiosas Servirem os Ofícios dos seus Mosteiros. Falleció en Lisboa en 1753.